# Lijst van Romeins steenwerk
Dit is een lijst van Romeins steenwerk. De meeste technieken beginnen met het woord opus; Latijn voor "werk". De Romeinen gebruikten voor zowel muren, stucwerk, vloeren als mozaïek meerdere bouwmaterialen en technieken. Sommige technieken werden door henzelf ontwikkeld, andere namen ze over van oudere beschavingen zoals de Grieken, Feniciërs en Carthagers. Sommig steenwerk werd op meerdere manieren gebruikt: zo werd cocciopesto ook op muren gebruikt en opus marmoratum ook op vloeren.

## Muurwerk
- Craticii, zie opus craticium.
- Opus africanum, een soort vakwerk, maar dan geheel in steen uitgevoerd.[1]
- Opus antiquum, zie opus incertum.[2]
- Opus caementicium, betonwerk.[3]
- Opus compositum, zie opus mixtum.[4]
- Opus concretum, zie opus caementicium.[5]
- Opus craticium, Romeins vakwerk.[6]
- Opus craticum, zie opus craticium.
- Opus emplecton, zie opus incertum.[7]
- Opus incertum, onregelmatige stukken steen in betonwerk.[7]
- Opus isodomum, rijen stenen met allemaal dezelfde dezelfde hoogte.[7]
- Opus latericium, betonwerk met diagonaal gebroken bakstenen.[8]
- Opus lateritium, zie opus latericium.[9]
- Opus lateritum, zie opus latericium.[9]
- Opus listatum, zie opus vittatum.[9]
- Opus mixtum, combinatie van twee technieken.[10]
- Opus mixtum vittatum, zie opus vittatum mixtum.[5]
- Opus poligonalis, zie opus siliceum.[5]
- Opus pseudoisodomum, rijen stenen van dezelfde hoogte, maar de rijen hebben niet dezelfde hoogte.[7]
- Opus quadratum, gestapelde rechthoekige steenblokken.[11]
- Opus quadratum isodoma, zie opus isodomum.[12]
- Opus quasi-reticulatum, betonwerk met laag ruwe vierkante stenen in ongelijke lagen.[5]
- Opus reticulatum, betonwerk met diagonaal gelegde tufstenen.[7]
- Opus reticulatum mixtum, opus reticulatum met opus latericium.[5]
- Opus siliceum, in elkaar passende ongelijke stenen zonder mortel.[5]
- Opus structile, zie opus caementicium.[5]
- Opus testaceum, combinatie van opus latericium met lagen bipedales.[13]
- Opus vagecum, zie opus mixtum.[4]
- Opus vittatum, betonwerk met lagen tufstenen.[14]
- Opus vittatum mixtum, opus vittatum met lagen opus latericium.[5]

## Stucwerk
- Opus albarium, stucwerk bestaande uit pleistermortel.[9]
- Opus exgraphiatum, lijntekening in verse pleistermortel, ingekleurd volgens fresco-techniek.[15]
- Opus marmoratum, Romeins terrazzo bestaande uit pleistermortel met vergruisd marmer.[16]
- Opus tectorium, zie opus albarium.[17]

## Vloerwerk
- Cocciopesto, kalkmortelvloer met vergruisd aardewerk, vergruisd marmer (opus marmoratum) of kleine steentjes, vaak als waterdichte laag gebruikt.[18][19]
- Opus figlinum, keramische fragmenten van dezelfde maat, op hun zij in rijtjes horizontale en verticale rechthoeken gelegd, waardoor een vlechtpatroon ontstaat.[19]
- Opus figulinum, zie opus figlinum.[20]
- Opus sectile, marmer in standaardvormen gezaagd en in een geometrisch of figuratief motief gelegd.[19]
- Opus signinum, cocciopesto ingelegd met vierhoekige tesserae of kleine steenfragmenten.[21][19]
- Opus spicatum, keramische baksteentjes van dezelfde maat, in visgraatverband gelegd.[2][19]

## Mozaïek
- Lithostroton, zie opus scutulatum.[22]
- Opus alexandrinum, zie opus sectile.[5]
- Opus barbaricum, ook wel kiezelmozaïek, natuurlijke steentjes op hun kant zij aan zij gelegd.[19]
- Opus barbarikum, zie opus barbaricum.[23]
- Opus lithostratum, zie opus scutulatum[5]
- Opus lithostrotum, zie opus scutulatum.[9]
- Opus musivum, mozaiek met glas en emaille.[5]
- Opus segmentatum, steenfragmenten, vaak marmer, in verschillende vormen, afmetingen en kleuren, gelegd zonder enig motief.[19]
- Opus scutulatum, opus tessellatum met steenfragmenten in verschillende afmetingen en vormen, meestal in rijen gelegd.[22][19]
- Opus tessellatum, in rechte lijnen gelegde, meestal rechthoekige, tesserae van 4 tot 20 mm.[19]
- Opus vermiculatum, in golvende lijnen gelegde tesserae van minder dan 4 mm.[19]
- Pseudo-figlinum, opus tessellatum met rechthoekige tesserae van dezelfde maat in verschillende kleuren, waardoor net als bij opus figlinum een vlechtpatroon ontstaat.[19]